# Malaysias damlandslag i innebandy
Malaysias damlandslag i innebandy representerar Malaysia i innebandy på damsidan.

## Historik
Laget spelade sin första landskamp den 26 april 2003, föll med 0-11 mot Singapore.

### Fotnoter
1. ↑  ”International Floorball Federation”. http://www.floorball.org/default.asp?kieli=826&sivu=149&alasivu=149. Läst 22 augusti 2011.